# Hámundur heljarskinn Hjörsson
Hámundur heljarskinn Hjörsson (n. 864) foi um caudilho víquingue e um dos primeiros colonizadores de Eyjafjörður, Islândia. Era irmão de Geirmundur heljarskinn e ambos filhos do rei de Hordaland, Hjör Hálfarson. 
De acordo com Landnámabók, Hámundur compartilhou a colonização com o seu sogro Helgi Eyvindarson. Foi o primeiro a chegar a Árskógsströnd na Svarfaðardalur e a sul de Hörgá estabeleceu propriedade em Hámundarstöðum. Tendo conhecimento que o seu primo Örn havia fundado o seu próprio assentamento em Arnarfjörður, decidiu mudar-se para então estar mais próximo dele. Construiu a sua nova fazenda em Arnarnes. Foi o primeiro goði do clã familiar dos Esphælingar.
Hámundur casou pela primeira vez com Ingunn, relacionamento este do qual nascera um filho, Þórir Hámundsson. Após a morte de Ingunn, casou com a sua irmã Helga, depois desta ter ficado viúva de Auðunn rotinn Þórólfsson.